# Europacup I hockey mannen 2000
De 27ste Europcup I hockey voor mannen werd gehouden van 9 tot en met 12 juni 2000 in het Engelse Cannock. Er deden acht clubteams mee, verdeeld over twee poules. Het Duitse Club an der Alster won deze editie van de Europacup I.

## Poule-indeling

### Eindstand Groep A
| Team                    | Pnt | GS | W | G | V | DV | DT | DS  |
| ----------------------- | --- | -- | - | - | - | -- | -- | --- |
| 1. HC Bloemendaal       | 9   | 3  | 3 | 0 | 0 | 14 | 0  | +14 |
| 2. Cannock HC           | 6   | 3  | 2 | 0 | 1 | 4  | 5  | -1  |
| 3. KS Pocztowiec Poznan | 3   | 3  | 1 | 0 | 2 | 4  | 4  | 0   |
| 4. Eagles HC            | 0   | 3  | 0 | 0 | 3 | 2  | 15 | -13 |

### Eindstand Groep B
| Team                      | Pnt | GS | W | G | V | DV | DT | DS  |
| ------------------------- | --- | -- | - | - | - | -- | -- | --- |
| 1. Der Club an der Alster | 9   | 3  | 3 | 0 | 0 | 17 | 4  | +13 |
| 2. Club Egara             | 6   | 3  | 2 | 0 | 1 | 16 | 5  | +11 |
| 3. Lille MHC              | 3   | 3  | 1 | 0 | 2 | 7  | 14 | -7  |
| 4. Cernusco               | 0   | 3  | 0 | 0 | 3 | 21 | 4  | -17 |

## Poulewedstrijden

### Vrijdag 9 juni 2000
- 12.30 B Club Egara - Cernusco 6-1
- 14.30 B Club an der Alster - Lille MHC 4-1
- 17.00 A HC Bloemendaal - Eagles HC 8-0
- 19.00 A KS Pocztowiec Poznan - Cannock HC 0-1

### Zaterdag 10 juni 2000
- 11.30 B Club Egara - Lille MHC 8-0
- 13.30 B Club an der Alster - Cernusco 9-1
- 16.00 A HC Bloemendaal - Cannock HC 4-0
- 18.00 A KS Pocztowiec Poznan - Eagles HC 4-1

### Zondag 11 juni 2000
- 10.30 B Lille MHC - Cernusco 6-2
- 12.30 B Club Egara - Club an der Alster 2-4
- 15.00 A HC Bloemendaal - KS Pocztowiec Poznan 2-0
- 17.00 A Cannock HC - Eagles HC 3-1

## Finales

### Maandag 12 juni 2000
- 09.30 4e A - 3e B Eagles HC - Lille MHC 4-7
- 09.30 3e A - 4e B KS Pocztowiec Poznan - Cernusco 5-4
- 12.30 2e A - 2e B Cannock HC - Club Egara 0-3
- 14.30 1e A - 1e B HC Bloemendaal - Club an der Alster (1-1) 3-5 (Na het nemen van strafballen)

## Einduitslag
1.  Club an der Alster 

2.  HC Bloemendaal 

3.  Club Egara 

4.  Cannock HC 

5.  Lille MHC 

5.  KS Pocztowiec Poznan 

7.  Cernusco 

7.  Eagles HC 